# Fisker Karma
O Karma é um modelo esportivo apresentado pela Fisker Automotive na edição de 2008 do NAIAS.